# Mélétis Michalakis
Pour les articles homonymes, voir Michalakis.
 (octobre 2009).
Mélétis Michalakis, né le 4 janvier 1940,  est un physicien originaire d’Athènes (Grèce), qui a enseigné à l’Université de Lausanne (Suisse) puis a constitué un fonds ancien à la bibliothèque de l’École polytechnique fédérale de Lausanne (EPFL).

## Carrière
Après avoir soutenu en 1973 une thèse de doctorat au département de physique de l’EPFL, Mélétis Michalakis a été maître-assistant en mathématiques à la Faculté des sciences sociales et politiques de l’Université de Lausanne, puis, de 1983 à 2002, responsable du développement des collections à la bibliothèque de l’EPFL où il a rassemblé un fonds d'un peu plus de 900 volumes précieux. Après son départ la collection a été baptisée par l’EPFL « MELETIS » (Mirabiles Editiones Librorum Etiam Tenentes Ingeniosas Scientias).
Parallèlement à ces fonctions, Mélétis Michalakis a poursuivi des recherches sur les aspects phénoménologiques des surfaces minimales. Ces surfaces sont mises en évidence à l’aide de films de savon s’appuyant sur des cadres rigides. Il a aussi collaboré à une recherche interdisciplinaire portant sur les erreurs du modèle christallérien et la solution géométrique exacte du problème posé par Walter Christaller en 1933 dans Die zentralen Orte in Süddeutschland.

## Travaux
- Michalakis, Mélétis, Évolution d'une mutation dans un domaine, 1973, 78 p. Thèse EPFL, département de physique, n° 162 (1973). Dir.: Christian Gruber.
- Michalakis, Mélétis et Georges, Nicolas, « Le cadavre exquis de la centralité » et « The centrality problem by Walter Christaller », Eratosthène-Sphragide 1, 1986, p. 15-87; www.cyberato.org, Travaux et mémoires
- Michalakis, Mélétis, « Surfaces minimales », Schumacher, Mireille éd., Eul(er)n : 1707-2007 tricentenaire de la naissance de Leonhard Euler, Cheseaux-Noréaz : Gymnase d'Yverdon, 2007, p. 24-31